# Alfred Adam (Theologe)
Alfred Adam (* 3. Juni 1899 in Hirschberg bei Herborn; † 24. Oktober 1975 in Bielefeld) war ein deutscher evangelischer Theologe und Hochschullehrer für Kirchengeschichte.

## Leben
Nach der Teilnahme als Soldat am Ersten Weltkrieg wollte Adam zunächst Maschinenbau studieren und absolvierte ein Volontariat in einer Maschinenfabrik. Dann entschied er sich jedoch für die evangelische Theologie und studierte in Bethel, Erlangen, Leipzig, Tübingen und Marburg.
Nach dem Lehrvikariat in Frankfurt-Rödelheim wurde er 1927 in der Evangelischen Landeskirche in Nassau ordiniert. 1928 wurde er Pfarrer für Innere Mission in Wiesbaden und erlangte 1930 an der Universität Heidelberg den Grad eines Dr. theol.
Zum 1. April 1933 trat er in die NSDAP ein (Mitgliedsnummer 1.821.705), in der er ab 1. August desselben Jahres Politischer Leiter war. Als Pfarrer der Michaelisgemeinde in Frankfurt-Berkersheim (1931–1949) erhielt er 1934 einen Lehrauftrag für Kirchengeschichte an der Universität Frankfurt am Main, den er aber als Mitglied der Bekennenden Kirche wieder verlor. Auch der Versuch einer Habilitation an der Universität Gießen scheiterte aus politischen Gründen. Erst 1949 konnte er sich in Marburg habilitieren und wurde Dozent für Kirchengeschichte an der Theologischen Schule Bethel, wo er 1955 auf die Professur aufrückte. 1967 wurde er emeritiert.
Adam erhielt 1961 den Ehrendoktorgrad der Universität Marburg.

## Werk
Adams Forschungsschwerpunkte lagen in der Alten Kirche, hier besonders im orientalischen Christentum, in der Reformationszeit und in der Neuzeit. Er vollendete Martin Gerhardts maßgebliche Biographie über Friedrich von Bodelschwingh den Älteren und gab Editionen von Bodelschwinghs Schriften und Briefen heraus.

## Schriften
- Die Aufgabe der Apologetik. Leipzig: Dörffling & Franke, 1931 (Diss. Heidelberg).
- Nationalkirche und Volkskirche im deutschen Protestantismus. Göttingen: Vandenhoeck & Ruprecht, 1938.
- Die Nassauische Union von 1817. In: Jahrbuch der kirchengeschichtlichen Vereinigung in Hessen und Nassau. Bd. 1, 1949, S. 35–408 (Habil. Marburg).
- Die Psalmen des Thomas und das Perlenlied als Zeugnisse vorchristlicher Gnosis. Berlin, Töpelmann 1959
- Lehrbuch der Dogmengeschichte. Band 1 und 2. (= Die Zeit der Alten Kirche // Mittelalter und Reformationszeit). Gütersloh: Mohn, 1965, 1968; 4. Auflage, 1981.
- Sprache und Dogma. Untersuchungen zu Grundproblemen der Kirchengeschichte, hrsg. v. Gerhard Ruhbach. Gütersloh: Mohn, 1969

### Als Herausgeber
- Texte zum Manichäismus. Berlin: de Gruyter, 1954. 2. verb. Aufl. 1969.
- Antike Berichte über die Essener. Berlin: de Gruyter 1961; 2. Aufl. 1972  (Kleine Texte für Vorlesungen und Übungen; 182)
- Friedrich von Bodelschwingh. Ausgewählte Schriften, 2 Bde. (Nachdruck), Bethel: Verlagshandlung der Anstalt, 1955/64.
- Friedrich von Bodelschwingh: Briefwechsel. Band I: 1852 bis 1893 / Band II: 1893 bis 1910. Bethel: Verlagshandlung der Anstalt, 1975.